# AT&T Tennis Challenge
AT&T Tennis Challenge (в последний год проведения Verizon Tennis Challenge) — мужской профессиональный международный теннисный турнир, проводившийся в США (Атланта и Орландо) с 1985 по 2001 год. Проходил до 1991 года на хардовых, с 1992 года на грунтовых кортах, с 1990 года относился к базовой категории турниров АТР-тура с призовым фондом 375 тысяч долларов в последний год проведения.

## История
Турнир проводился с 1985 года. Первые два года он проходил в Атланте, затем с 1987 по 1991 год в Орландо и в последние десять лет — снова в Атланте. Большую часть своей истории, за исключением 1989 года, он проводился в весенние месяцы (в 1989 году прошёл в октябре, так что между турнирами 1989 и 1990 года прошло всего полгода) и носил спонсорское название AT&T Tennis Challenge. В первые годы проведения носил название PaineWebber Classic и Prudential-Bache Securities Classic, в последний год — Verizon Tennis Challenge. В 1992 году, с переездом в Атланту, турнир был переведён с хардовых на грунтовые корты, тем самым будучи включён в программу подготовки к Открытому чемпионату Франции. С 1990 года, с введением классов турниров в АТР-туре, AT&T Tennis Challenge относился к базовому классу, ATP World (ATP International). В последний год проведения турнир транслировался сетью Fox Sports на 114 стран мира.

## Победители и финалисты
По три титула на турнире завоевали Андре Агасси (все три в одиночном разряде) и Кристо ван Ренсбург (два в парном и один в одиночном разряде). Ван Ренсбург пробивался в финал в общей сложности пять раз (трижды в парах и дважды в одиночном разряде), а у Агасси и Ричи Ренеберга по четыре финала соответственно в одиночном и парном разряде.
В целом в турнире доминировали теннисисты США. Они завоевали десять титулов из 17 в одиночном разряде, а в парном семь раз побеждали чисто американские тандемы и ещё в пяти случаях США представлял один победитель из двух. Только пять финалов в одиночном разряде прошли совсем без участия хозяев корта, а в парах такого не случалось ни разу.
Андрей Чесноков, победивший в одиночном разряде в 1988 году, стал единственным представителем СССР и постсоветских стран, выигравшим этот турнир.

### Одиночный разряд
| Год     | Победитель          | Финалист            | Счёт в финале   |
| Атланта | Атланта             | Атланта             | Атланта         |
| ------- | ------------------- | ------------------- | --------------- |
| 2001    | Энди Роддик         | Ксавье Малисс       | 6-2, 6-4        |
| 2000    | Эндрю Илие          | Джейсон Столтенберг | 6-3, 7-5        |
| 1999    | Штефан Коубек       | Себастьян Гросжан   | 6-1, 6-2        |
| 1998    | Пит Сампрас         | Джейсон Столтенберг | 6-72, 6-3, 7-64 |
| 1997    | Марсело Филиппини   | Джейсон Столтенберг | 7-62, 6-4       |
| 1996    | Карим Алами         | Никлас Култи        | 6-3, 6-4        |
| 1995    | Майкл Чанг (2)      | Андре Агасси        | 6-2, 6-76, 6-4  |
| 1994    | Майкл Чанг          | Тодд Мартин         | 6-74, 7-64, 6-0 |
| 1993    | Якко Элтинг         | Брайан Шелтон       | 7-61, 6-2       |
| 1992    | Андре Агасси (3)    | Пит Сампрас         | 7-5, 6-4        |
| Орландо |                     |                     |                 |
| 1991    | Андре Агасси (2)    | Деррик Ростаньо     | 6-2, 1-6, 6-3   |
| 1990    | Брэд Гилберт        | Кристо ван Ренсбург | 6-2, 6-1        |
| 1989    | Андре Агасси        | Брэд Гилберт        | 6-2, 6-1        |
| 1988    | Андрей Чесноков     | Милослав Мечирж     | 7-6, 6-1        |
| 1987    | Кристо ван Ренсбург | Джимми Коннорс      | 6-3, 3-6, 6-1   |
| Атланта |                     |                     |                 |
| 1986    | Кевин Каррен        | Тим Уилкисон        | 7-6, 7-6        |
| 1985    | Джон Макинрой       | Пол Аннакон         | 7-6, 7-6, 6-2   |

### Парный разряд
| Год  | Победитель                          | Финалист                        | Счёт в финале |
| ---- | ----------------------------------- | ------------------------------- | ------------- |
| 2001 | Махеш Бхупати Леандер Паес          | Рик Лич Дэвид Макферсон         | 6-3, 7-67     |
| 2000 | Рик Лич Эллис Феррейра (2)          | Джастин Гимелстоб Марк Ноулз    | 6-3, 6-4      |
| 1999 | Джастин Гимелстоб Патрик Гэлбрайт   | Тодд Вудбридж Марк Вудфорд      | 5-7, 7-6, 6-3 |
| 1998 | Эллис Феррейра Брент Хайгарт        | Алекс О'Брайен Ричи Ренеберг    | 6-3, 0-6, 6-2 |
| 1997 | Юнас Бьоркман Никлас Култи          | Скотт Дэвис Келли Джонс         | 6-2, 7-6      |
| 1996 | Кристо ван Ренсбург (2) Дэвид Уитон | Билл Беренс Мэтт Люсена         | 7-6, 6-2      |
| 1995 | Серхио Касал Эмилио Санчес          | Джаред Палмер Ричи Ренеберг     | 6-7, 6-3, 7-6 |
| 1994 | Джаред Палмер Ричи Ренеберг (2)     | Франсиско Монтана Джим Пью      | 4-6, 7-6, 6-4 |
| 1993 | Пол Аннакон (2) Ричи Ренеберг       | Тодд Мартин Джаред Палмер       | 6-4, 7-6      |
| 1992 | Стив Девриз Дэвид Макферсон         | Марк Кил Дейв Рэндолл           | 6-3, 6-3      |
| 1991 | Люк Дженсен Скотт Мелвилл           | Николас Перейра Пит Сампрас     | 6-7, 7-6, 6-3 |
| 1990 | Скотт Дэвис (2) Дэвид Пейт          | Альфонсо Мора Брайан Пейдж      | 6-3, 7-5      |
| 1989 | Скотт Дэвис Тим Посат               | Роберт Сегусо Кен Флэк          | 7-5, 5-7, 6-4 |
| 1988 | Янник Ноа Ги Форже                  | Шервуд Стюарт Ким Уорик         | 6-4, 6-4      |
| 1987 | Шервуд Стюарт Ким Уорик             | Пол Аннакон Кристо ван Ренсбург | 2-6, 7-6, 6-4 |
| 1986 | Роберт ван'т Хоф Энди Кольберг      | Дани Виссер Кристо Стейн        | 6-2, 6-3      |
| 1985 | Пол Аннакон Кристо ван Ренсбург     | Стив Дентон Томаш Шмид          | 6-4, 6-3      |